# M2 중전차
M2 중전차는 1939년 록 아일랜드 무기고에서 처음 생산된 미국 육군의 중전차로, 유럽에서 제2차 세계 대전이 발발하기 직전 생산이 완료되었다. 18대의 M2 전차와 성능이 개선된 M2A1 전차 94대가 생산되었다. 프랑스 공방전으로 순식간에 M2가 더 이상 쓸모가 없는 것이 입증되었고, 해외에서는 실전에서 사용된 적이 없었다. 그러나 전쟁 기간 동안 M2 중전차는 훈련 용도로 사용되었다.
M2는 대단히 많은 수의 기관총과 총탄 변류판, 그리고 선체 앞부분의 경사장갑을 특징으로 하고 있다. 주포는 37mm 포였으며, 32mm 장갑을 가지고 있었다. 개선형인 M2A1은 51mm 방탄 방패를 장착하고 있었다. 몇몇 M2 중전차의 특징, 그 중에서도 서스펜션과 동력발생 및 전달 장치는 M3 리, M4 셔먼을 비롯한 미국의 여러 기갑전투차량에 기초를 제공했다.

## 디자인
록 아일랜드 무기고는 M2 경전차의 디자인을 기초로 하여 새로운 중전차에 대한 작업을 시작했다. 처음에 T5로 명명되었지만, 350마력을 갖춘 R-975 급속엔진을 장착한 새로 디자인된 모델은 1939년 6월 M2 중전차라는 이름이 붙게 되었다. 18개의 전차가 록 아일랜드 무기고에서 생산되고 육군에 의해 평가받은 이후, 성능이 향상된M2A1 설명서가 더 강력한 엔진과 재계획된 회전 포탑과 함께 승인되었다.
M2 중전차는 M2 경전차의 더 큰 발전이었다. 많은 부품들은 일반적이었거나 비슷한 디자인을 사용했으며, 이 중 대표적인 것에는 이후 전차에서 사용될 수직 용수철 서스펜션도 포함되어 있었다. 이륜구동의 대차는 외부적으로 증가하여 다른 서스펜션 디자인과는 달리 내부 공간을 확보할 수 있었다. 고무 부싱 및 편자 트랙은 노상에서 내구성이 좋은 것이 입증되었다. 초기 M2 전차는 라이트 R-975 급속엔진을 통해 동력을 제공받았는데, 이 엔진은 원래 항공기용으로 만들어진 것이었다. M2A1의 경우 이 엔진이 과급되어 전체 400마력을 낼 수 있었으며, 이름도 R-975 C1 급속엔진으로 변경되었다. 이러한 궤도 및 서스펜션 형태는 약간의 수정을 거쳐 M3 리 및 M4 셔먼에서도 사용하였다.
M2 중전차는 높은 상부구조를 가지고 있었는데, 측면 포탑마다 기관총이 장착되어 있었다. 추가적으로 2개의 기관총이 전면 포탑에 배치되어 조종수가 이 총으로 사격할 수 있도록 만들었다. 37mm 포 M3와 동축 기관총이 상부구조에서 극복할 문제점이었다. 37mm 포는 457m에서 30°로 경사진 46mm 장갑을 관통할 수 있었으며 1km에서는 40mm 장갑을 관통할 수 있었다. 이러한 무장배치는 제1차 세계 대전의 마크 VIII 전차의 측면 포탑 무기들과 주포, 동축 기관총 및 상판 장착 기관총이 결합된 제2차 세계 대전 전차들의 혼합물이었다. 승무원은 전차장, 조종수, 그리고 4명의 사수로 구성되어 있었다. 전차 내부에는 12,250발의 .30-06 스프링필드와 37mm 포 200발이 저장될 수 있었다.
변류판은 후방 방호물에 설치되었다. 이러한 생각은 전차가 참호 위를 운전할 수 있고, 후방 기관총이 장갑들에 사격을 할 수 있었고, 이로 인해 총탄이 참호나 전차 후방 지역으로 반사될 것이라는 상상에서 나온 것이었다. 측면 포탑 기관총들처럼, 변류판은 쓸모가 없는 것으로 드러났다. 그러나 이러한 개념은 노르망디 전역에서 M5 경전차들에 다시 사용된다.

## 생산
크라이슬러가 M2 중전차를 제조하기 위해 디트로이트 무기고 전차공장의 경영자로 임명되었으며, 미국 정부는 1940년 8월 15일 1달에 100대의 전차가 생산되고 1942년 8월까지 납품이 된다는 조건하에 각 전차당 $33,500의 가격으로 1,000대의 전차 생산 계약을 체결했다. 유럽에서의 전쟁은 M2 중전차가 쓸모 없는 전차임을 입증했고, 정부는 생산이 시작되기 전인 2주 후 계약을 수정했다. M2 중전차 대신, 공장은 1,000대의 M3 그랜트 전차를 생산하게 되었다. M2 중전차의 생산은 록 아일랜드 무기고로 넘어갔고, 94대의 M2A1 전차가 1941년 8월까지 이곳에서 생산되었다. M2A1은 원형인 M2 중전차보다 약간 더 두꺼운 장갑과 살짝 더 큰 회전포탑을 가지고 있었다. 이는 M2A1 전차가 51mm 장갑을 가진 M3 스튜어트 전차의 회전 포탑을 사용했기 때문이었다.

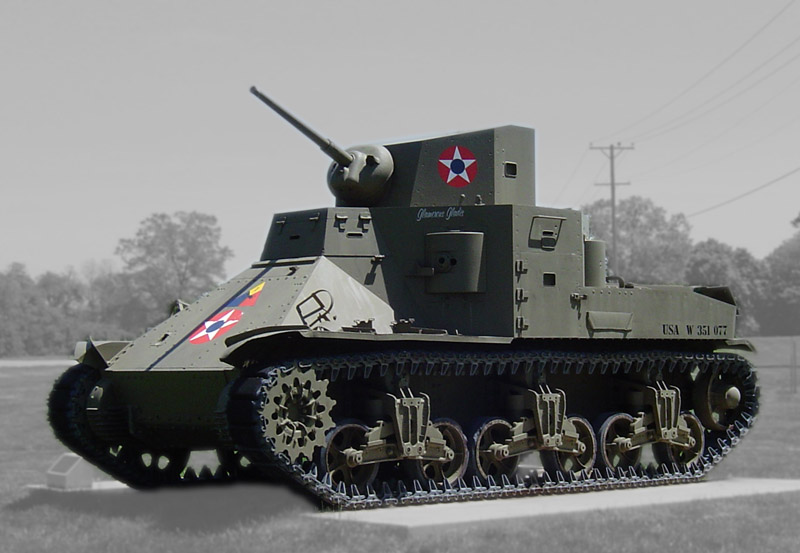
M2A1 중전차가 애버딘 성능 시험장에 전시되어 있다.

## 복무
M2 중전차는 이미 복무를 시작했을 때 쓸모가 없어졌다. 동시대 유럽 전차인 프랑스제 SOMUA S35나 독일 3호 전차는 37mm 대전차포를 보유하고 있었다. 1941년 독일은 3호 전차를 50mm L/42 포를 제작하기 시작했고, 소련은 76mm 포를 장착한 T-34를 전장에서 활용하고 있었다. 이러한 이유로 인해 더 유용한 전차인 M3 리와 M4 셔먼이 나올 때까지 M2 중전차는 임시 방편으로 사용되었다. 미국 병참부는 1942년 1월 M2 중전차를 훈련 용도로만 사용할 것을 지시했고, 이들은 해외 전투 지역에 파병된 적이 없었다. 미국 육군은 제67보병여단을 M2 전차로 훈련시켰고, 제1기갑사단의 제69기갑여단 또한 1941년 미국에서 훈련을 받을 때 이 전차를 활용했다.
독일 4호 전차의 75mm 포에 대적하기 위해 새로운 중전차의 필요성이 대두했고, 이에 따라 75mm 포를 가진 M3 리가 개발되었다. 시험 개발차량은 T5E2로 명명되었다.

## 같이 보기
- M3 리
- M4 셔먼

## 참고 문헌
- Leland Ness (2002), Jane's World War II Tanks and Fighting Vehicles: A Complete Guide, Harper Collins, ISBN 0-00-711228-9
- Stout, Wesley W. Tanks are Mighty Fine Things 1946; Chrysler Corporation.
- Zaloga, Steven. Armored Thunderbolt, The US Army Sherman in World War II. 2008; Stackpole Books.  ISBN 978-0-8117-0424-3.
- Lemons, Charles. Organization and Markings of United States Armored Units 1918-1941.2004; Schiffer. ISBN 0-7643-2098-X.